# Sakura (Tsubasa RESERVoir CHRoNiCLE)
Sakura (サクラ?) è un personaggio immaginario della serie Tsubasa RESERVoir CHRoNiCLE, creata dalle CLAMP.
Il personaggio di Sakura, come spiega Yuko in xxxHOLiC, non è altro che il clone di un altro personaggio di Tsubasa, la Principessa Sakura (il cui vero nome è Tsubasa). Nelle vicende del manga, Sakura torna indietro nel tempo, dove sposa il clone di Shaoran Li, prendendo il nome Sakura Li. I due hanno un figlio, che chiamano "Shaoran" (il cui vero nome è anch'esso Tsubasa).

## Storia
Sakura incontrò inizialmente Shaoran nel suo palazzo reale, quando il re Reed Clow invitò l'archeologo Fujitaka, nonché padre adottivo di Shaoran, per discutere sulle rovine del regno.

## Personalità
La personalità di Sakura è generalmente di carattere passivo, soprattutto a causa della perdita della memoria, che la porta spesso ad essere stanca, sia fisicamente che mentalmente. Ad ogni modo, attraverso la serie, Sakura riesce a diventare più forte e indipendente. Come sottolinea Shaoran, Sakura cerca sempre di aiutare il gruppo, facendo sempre il possibile nelle sue condizioni.
Nel manga si può notare il cambiamento della sua personalità quando il clone di Shaoran l'abbandona. Come Sakura dice a Fay, non importa quanto i due Shaoran erano simili, perché lei non ancora conosce quello vero. I capitoli successivi mostrano Sakura vestita con abiti gotici.